# Dachverband der ukrainischen Organisationen in Deutschland
Der Dachverband der ukrainischen Organisationen in Deutschland (ukrainisch Об’єднання Українських Організацій у Німеччині (ОУОН) Objednannja Ukrajinskych Orhanisazij u Nimetschtschyni (OUON)) ist der zentrale Repräsentant der Ukrainer in Deutschland und als solcher Mitglied beim Weltkongress der Ukrainer.
Ziel des Dachverbandes ist es, mit den Mitteln der Öffentlichkeitsarbeit die Belange der in Deutschland aktiven ukrainischen Vereine und Institutionen nach außen zu vertreten und ihre Arbeit zu koordinieren, die deutsch-ukrainischen Beziehungen im kulturellen, sozialen und karitativen Bereich sowie in der Bildungsarbeit zu entwickeln und somit zur Völkerverständigung beizutragen.

## Geschichte
Am 27. Juni 2009 starteten in Frankfurt am Main die Vertreter folgender ukrainischen Organisationen in Deutschland die Initiative zur Gründung des Dachverbandes: Maria Kowalyszyn (Ukrainischer Frauenverband in der Bundesrepublik Deutschland e.V.), Damian Panczuk (Vereinigung der ukrainischen Jugend e.V.), Oksana Rusam („Ukraina“ Gesellschaft zur Förderung ukrainischer Kultur e.V.), Andrij Kucan (Ukrainischer Schulverein Ridna Schkola e.V.), Petro Lamczak-Bohdan Bobyn (Ukrainisches Institut für Bildungspolitik e.V.), Evelina Junker (Gemeindeorganisation «Ukrainer in Deutschland»), Svitlana Berezhanska (Bund ukrainischer Studenten in Deutschland e.V.), Orest Mialkovsky (Ukrainischer Pfadfinderverbund in Deutschland e.V.), Tatiana Mamedova (UNESCO-Club Obrij e.V.), Daria Blochyn (Deutsch-ukrainische wissenschaftliche Gesellschaft e.V. Namens von J. Bojko-Blochyn), Roman Rokytskyy (Ukrainischer Verein Frankfurt am Main e.V.), Iryna Yastreb (Ukrainisches Haus e. V.), Maria Melnik (Deutsch-Ukrainische Gesellschaft Rhein Neckar e.V.), Liudmila Felten, Olexandr Shyian (Deutsch-Ukrainisches Informations- und Kulturzentrum e.V.).
Am 6. – 7. Oktober 2012 fand in Berlin die Gründungsversammlung des Dachverbandes der Ukrainer in Deutschland statt. Vertreterinnen und Vertreter von etwa 20 ukrainischen Organisationen aus dem Freistaat Bayern, den Bundesländern Baden-Württemberg, Hessen, Nordrhein-Westfalen, Brandenburg und den Stadtstaaten Hamburg und Berlin haben am 7. Oktober 2012 in Anwesenheit des Präsidenten des Weltkongresses der Ukrainer, Eugene Czolij, Kanada, die Gründungsurkunde unterzeichnet.
Am 12. Februar 2014 wurde der Prozess der Registrierung und Namensänderung der Organisation abgeschlossen.
2013 wurde der Dachverband der ukrainischen Organisationen in Deutschland als zentraler Repräsentant der Ukrainer in Deutschland Mitglied beim Weltkongress der Ukrainer.
Am 20. Oktober 2018 fand in München die dritte Mitgliederversammlung des Dachverbandes der Ukrainischen Organisationen in Deutschland e.V. statt.